# DS Automobiles
DS Automobiles ist eine französische Automobilmarke. Zunächst war DS Automobiles eine von vier Marken im französischen Automobilkonzern Groupe PSA. Nach der Fusion von PSA und FCA im Jahr 2021 ist DS eine Marke im oberen Produktsegment innerhalb des Konzerns Stellantis.
Die Eigenständigkeit der Marke wurde 2014 in Paris beschlossen und 2015 umgesetzt. Ursprünglich eingeführt als Premium-Produktlinie („Citroën DS“; 2010–2014) innerhalb des Citroën-Programms, löste sich DS Automobiles 2015 von der heutigen Schwestermarke. Seit 2016 wird DS Automobiles in den Statistiken des deutschen Kraftfahrt-Bundesamtes (KBA) als eigenständige Marke geführt. Yves Bonnefont war der erste CEO der Marke bis 2019, seit 2019 hält Béatrice Foucher diese Position.
Der Name „DS“ (gesprochen „De-es“) ist eine Hommage an die Citroën DS, die zwischen Oktober 1955 und April 1975 produziert wurde.
Die Marke DS umfasst derzeit in Europa die SUV-Modelle DS 3 und DS 7 sowie die Limousine DS 9 und seit Mitte 2021 den kompakten DS 4. 2025 soll zudem das elektrisch angetriebene SUV DS N°8 folgen.

## Geschichte

### Ursprung

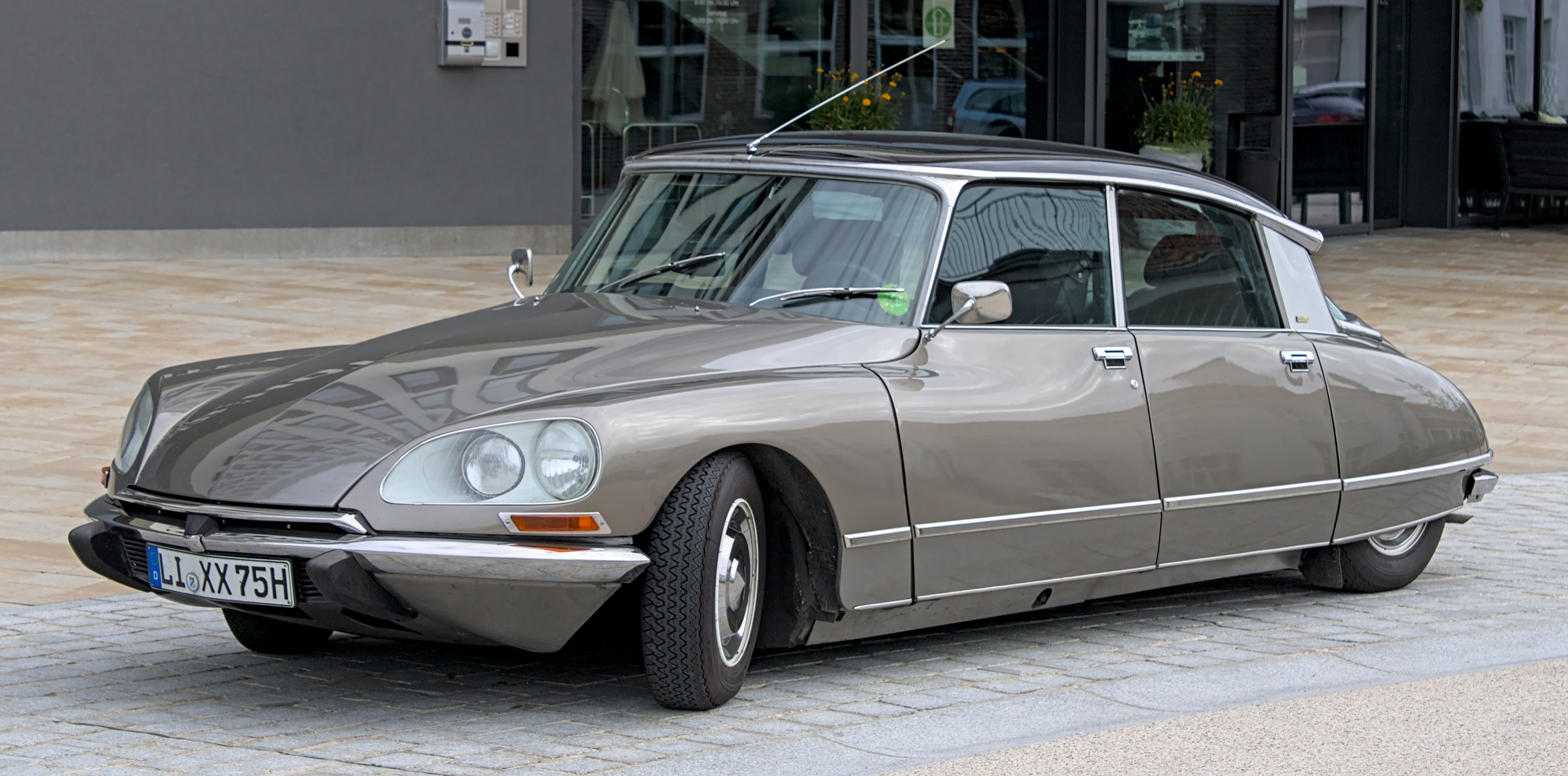
Der Ursprung: Citroën DS (1955–1975)

Die Marke DS ist eine Anspielung auf die Citroën DS. Dieser Wagen wurde der Fachpresse am 6. Oktober 1955 auf dem Pariser Automobilsalon vorgestellt. Neben der ungewöhnlichen Formgebung hatte das Fahrzeug ein zentrales hydraulisches System für Federung (Hydropneumatik), Lenkunterstützung (Servolenkung), gute Aerodynamik und entsprechend gute Fahrleistungen.

### Entwicklung zur eigenständigen Marke
Am 13. Oktober 2008 erneuerte Citroën seine Eigentumsrechte an der Buchstabenkombination DS, um eine neue Produktlinie innerhalb der vorhandenen Modellpalette zu entwickeln und daraus in naher Zukunft eine vollwertige Marke aufzubauen. Zwischenzeitlich (2009) wurde als Bedeutung für die Abkürzung DS einmal Distinctive Series genannt. Eine Marketing-Mischung aus Französisch und Englisch nach dem Muster des Marken-Slogans Créative Technologie, der ebenfalls 2009 verwendet wurde. Diese Interpretation wird heute nicht mehr angewandt. Vielmehr steht der Name, wie bereits bei der historischen DS von 1955, für das französische Wort für Göttin, „Déesse“.
Zwischen 2010 und 2014 verkaufte Citroën unter der Premium-Produktlinie „Citroën DS“ rund 125.000 Exemplare. 2014 angekündigt, wurde DS 2015 zur eigenständigen Marke. Auf dem Autosalon „Mondial de l’Automobile“ in Paris 2014 waren Citroën und DS Automobiles daher erstmals an zwei unterschiedlichen Ständen vertreten.
Während DS in China bereits 2012 als eigenständige Marke eingeführt wurde, war in Europa zunächst kein unabhängiges DS-Vertriebsnetz zusätzlich zum Citroën-Vertriebsnetz geplant. „Vielleicht werden wir eines Tages DS von Citroën trennen. Dies steht aber momentan nicht auf der Tagesordnung“, stellte DS-Chefdesigner Thierry Métroz noch im Mai 2013 fest. Nachdem Carlos Tavares am 20. Februar 2014 die betriebliche Führung der Automobilsparte der Groupe PSA übernommen hatte, verkündete er jedoch als erste Entscheidung, DS Automobiles solle innerhalb von 20 Jahren zur eigenständigen dritten Marke des PSA-Konzerns ausgebaut werden. Er begründete diese Entscheidung wie folgt:

„Vor allen Dingen, um die Preise zu halten oder sogar zu erhöhen. Und damit auch die Margen zu erhalten.“

Am 19. Februar 2014 genehmigte der Aufsichtsrat einstimmig den Einstieg des französischen Staates und der Dongfeng Motor Corporation in die Groupe PSA. Am 16. Februar 2015 stellte DS Automobiles das erste Modell in Europa vor, das nicht mehr den Doppelwinkel von Citroën, sondern ausschließlich das DS-Logo trägt. Seit 2016 wird DS Automobiles in den Statistiken des deutschen Kraftfahrtbundesamtes geführt. 2018 stellte die Marke das Produktportfolio, beginnend mit dem DS 7 Crossback, komplett auf eigenständige Modelle um. 2019 folgte der DS 3 Crossback und 2020 der DS 9.

### DS-Standorte in Deutschland
Bis 2018 verkauften noch über 160 Citroën-Standorte die DS-Modelle. 2018 wurde das Vertriebsnetz komplett umgestellt; 2020 bestand das Vertriebsnetz aus 30 Standorten.

### Internationalisierung
Am 20. November 2011 stellten der chinesische Konzern Chang’an Automobile (CCAG) mit Sitz in Chongqing und die Groupe PSA das neue Joint Venture „Changan PSA Automobiles (CAPSA)“ vor, um die Fahrzeuge der Linie DS in China vertreiben und später auch herstellen zu können. Es ist das zweite Gemeinschaftsunternehmen des französischen Konzerns in China; für die standardmäßigen C-Modelle hatte Citroën schon eine Kooperation mit Dongfeng (DPCA) geschlossen.
In den Vereinbarungen zur Gründung von CAPSA und DPCA war die Schaffung einer zweiten chinesischen Marke vorgesehen, die jedem einzelnen Joint Venture gehört, wobei 3 % Marktanteil erreicht werden sollten. Die Vereinbarungen wurden jedoch geändert, um zu verhindern, dass in solche Marken investiert wird und spezielle Vertriebsnetze aufgebaut werden müssen, was beträchtliche Investitionen erfordert hätte. CAPSA wird künftig zwei Modelle entwickeln und herstellen, die bei DPCA verkauft werden. DPCA wird diese Modelle unter seiner lokalen Marke in seinem Vertriebsnetz anbieten, während CAPSA ein kleines Elektrofahrzeug mit einer Technologie produzieren wird, die von Changan bereitgestellt wird.
2012 führte Citroën in China die Linie DS (auf Chinesisch Di Yishi) als eigenständige Marke mit einem spezifischen Vertriebsnetz ein, das vom Citroën-Vertriebsnetz unabhängig ist und zunächst 25 Vertragshändler in den wichtigsten Städten des Landes umfasste.
Am 28. September 2013 konnten PSA und Chang’An Automobile ihr erstes Montagewerk einweihen. Changan PSA Automobiles mit Sitz in Shenzhen im Süden des Landes in der Nähe von Hongkong produziert den DS 5, gefolgt vom DS 5LS, einer kompakten Stufenhecklimousine, die am 19. Dezember 2013 erstmals vorgestellt und im März 2014 in den Markt eingeführt wurde. Dieser Standort soll letztlich mindestens 200.000 Fahrzeuge der Marke DS pro Jahr herstellen und 6.000 Mitarbeiter beschäftigen. Die Marke DS soll künftig sechs Modelle mit einem Verkaufsanteil von 10 % bei PSA haben, also zwischen 300.000 und 400.000 Einheiten (122.700 DS im Jahr 2013).
Ende 2020 ist die eigenständige Marke DS Automobiles in 40 Ländern mit insgesamt über 400 Vertriebsstandorten vertreten.

## Aktuelle Modellpalette

### DS 7 Crossback

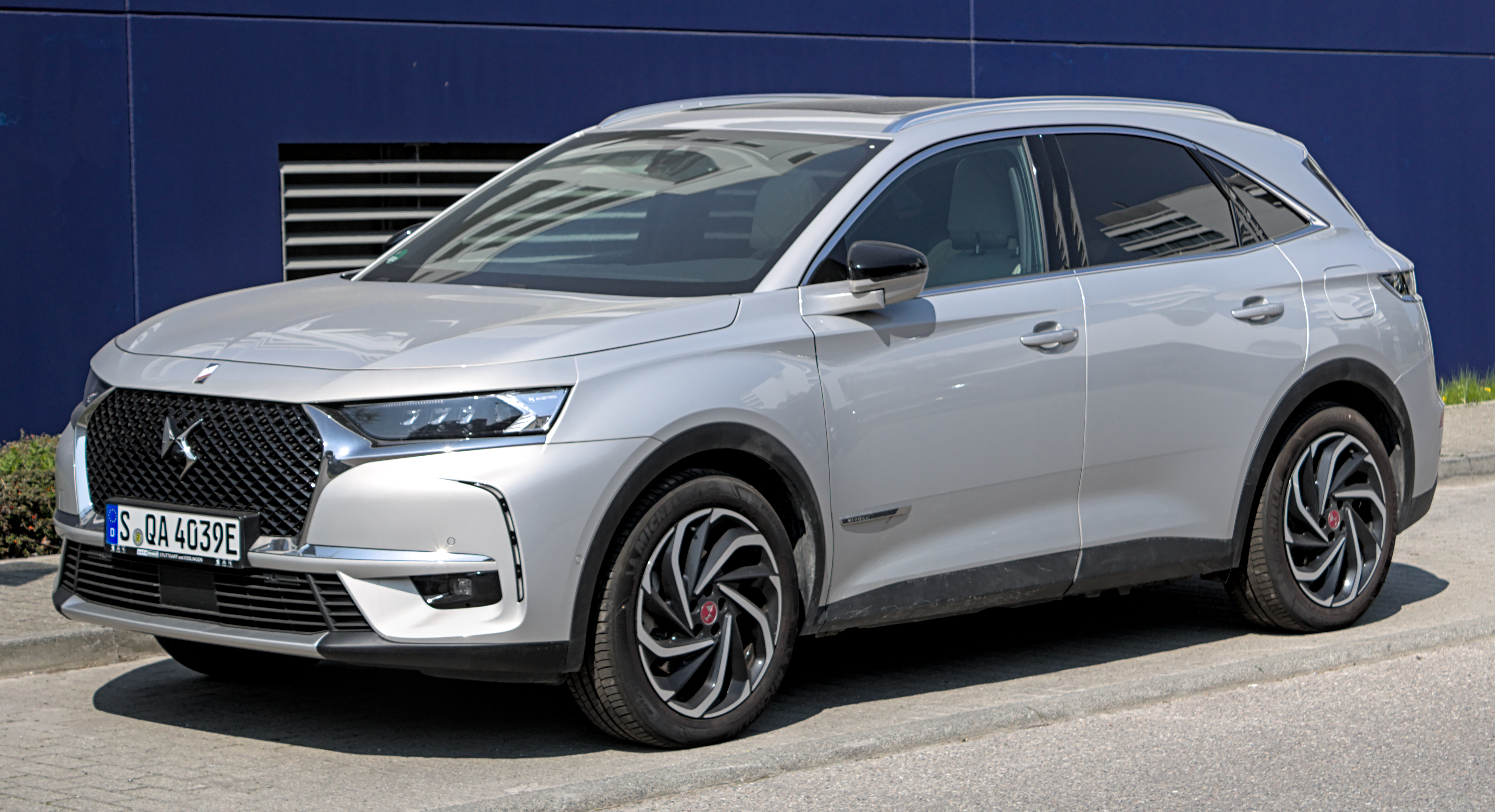
DS 7 Crossback (2018)

Der neue SUV von DS Automobiles ist das erste eigenständige Modell der Marke und wird nicht als Citroën verkauft. Das SUV wurde erstmals am 28. Februar 2017 vorgestellt, kurz darauf wurde es auf dem 87. Genfer Auto-Salon gezeigt. Im Mai 2017 wählte Emmanuel Macron den DS 7 Crossback in der Version „Présidentiel“ für seine erste Fahrt als französischer Staatspräsident. Das SUV baut wie auch der Opel Grandland X, der Peugeot 5008 II oder der Citroën C5 Aircross auf der EMP2-Plattform des PSA-Konzerns auf. Gebaut wird es in Frankreich und China.
Seit 2019 ist das Fahrzeug auch als elektrifizierte Variante „E-Tense“ verfügbar. Der Plug-in-Hybrid mit Ottomotor hat eine durchschnittliche Reichweite von 58 km im Elektrobetrieb (WLTP-Testzyklus) und einen Benzinverbrauch im Hybridmodus von 1,3 – 1,5 l/100 km (WLTP-Testzyklus). Die Version mit Allradantrieb hat eine Gesamtleistung von 221 kW. 2020 führte DS Automobiles eine weitere Plug-in-Hybrid-Variante mit 166 kW Antriebsleistung ein.

### DS 3 Crossback

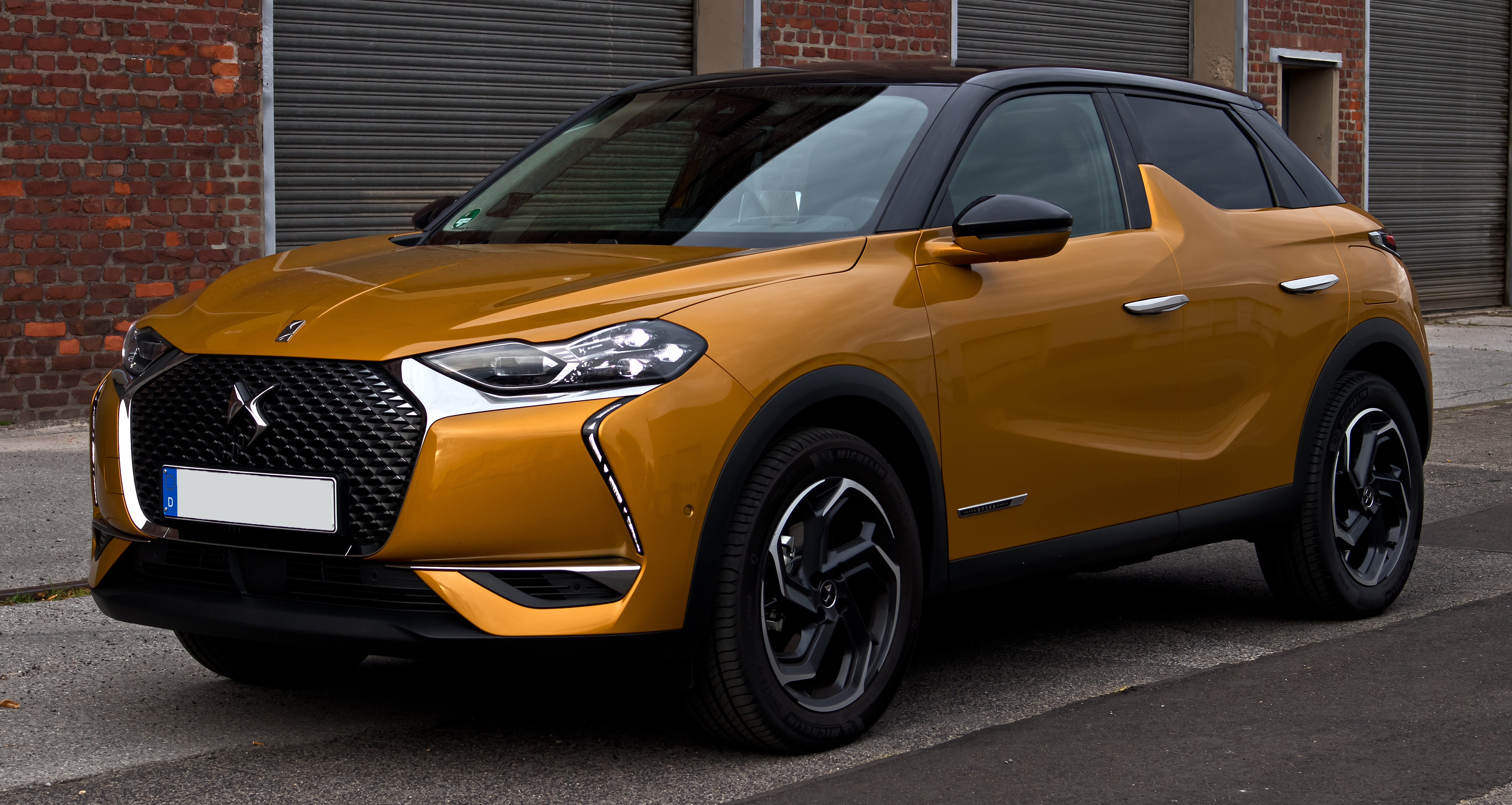
DS 3 Crossback (2019)

Im April 2019 wurde DS 3 Crossback als Mini-SUV eingeführt. Trotz ähnlichen Namens ist der DS 3 Crossback nicht als Nachfolgemodell des früheren DS 3 konzipiert. Mit dem DS 3 Crossback E-Tense ist seit Ende 2019 erstmals ein rein elektrisch angetriebenes Modell von DS Automobiles erhältlich. Der DS 3 Crossback E-Tense erreichte im Test eine Reichweite von 216 km.

### DS 9

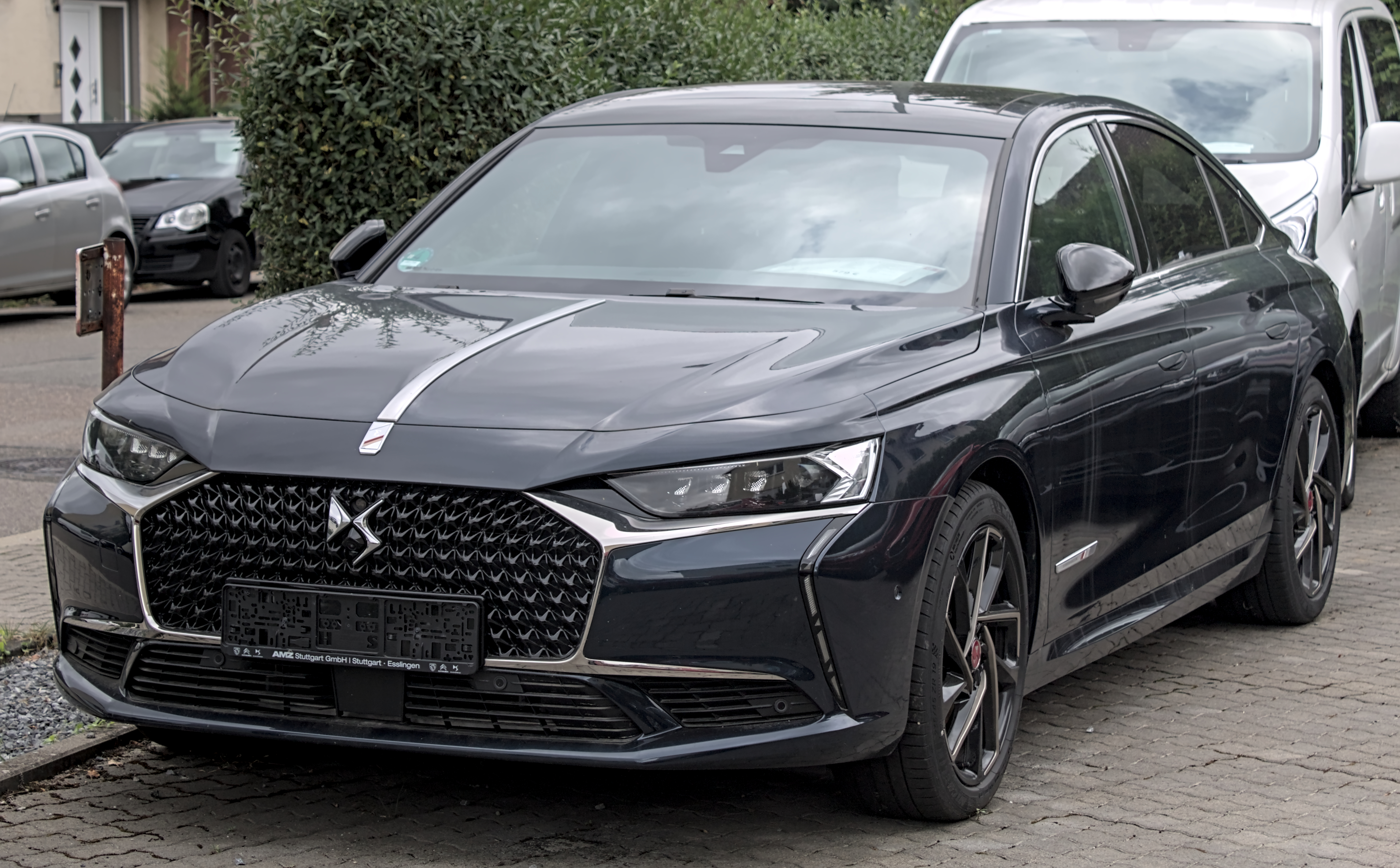
DS 9 (2020)

2020 stellte DS Automobiles die Limousine DS 9 vor. Als physische Präsentation auf dem Genfer Automobilsalon im März 2020 geplant, wurde – aufgrund der Absage des Salons wegen der COVID-19-Pandemie – das Fahrzeug im Internet vorgestellt. Als erstes Land wurden in China die Bestellungen geöffnet, wo das Fahrzeug auch gebaut wird. Weitere europäische Länder folgten. Aufgrund der Pandemie verzögerte sich der Bestellstart in Deutschland auf Anfang 2021. Die Limousine hat eine Länge von 4,93 Metern und eine Breite von 1,85 Metern (ohne Außenspiegel). Der Kofferraum fällt als Fließheck flach ab. Technisch basiert der DS 9 wie der DS 7 Crossback und der Peugeot 508 auf der EMP2-Plattform. Das Konzeptfahrzeug zum DS 9 war der Citroën DS Numéro 9, der im April 2012 auf dem Autosalon von Peking vorgestellt wurde.

### DS 4

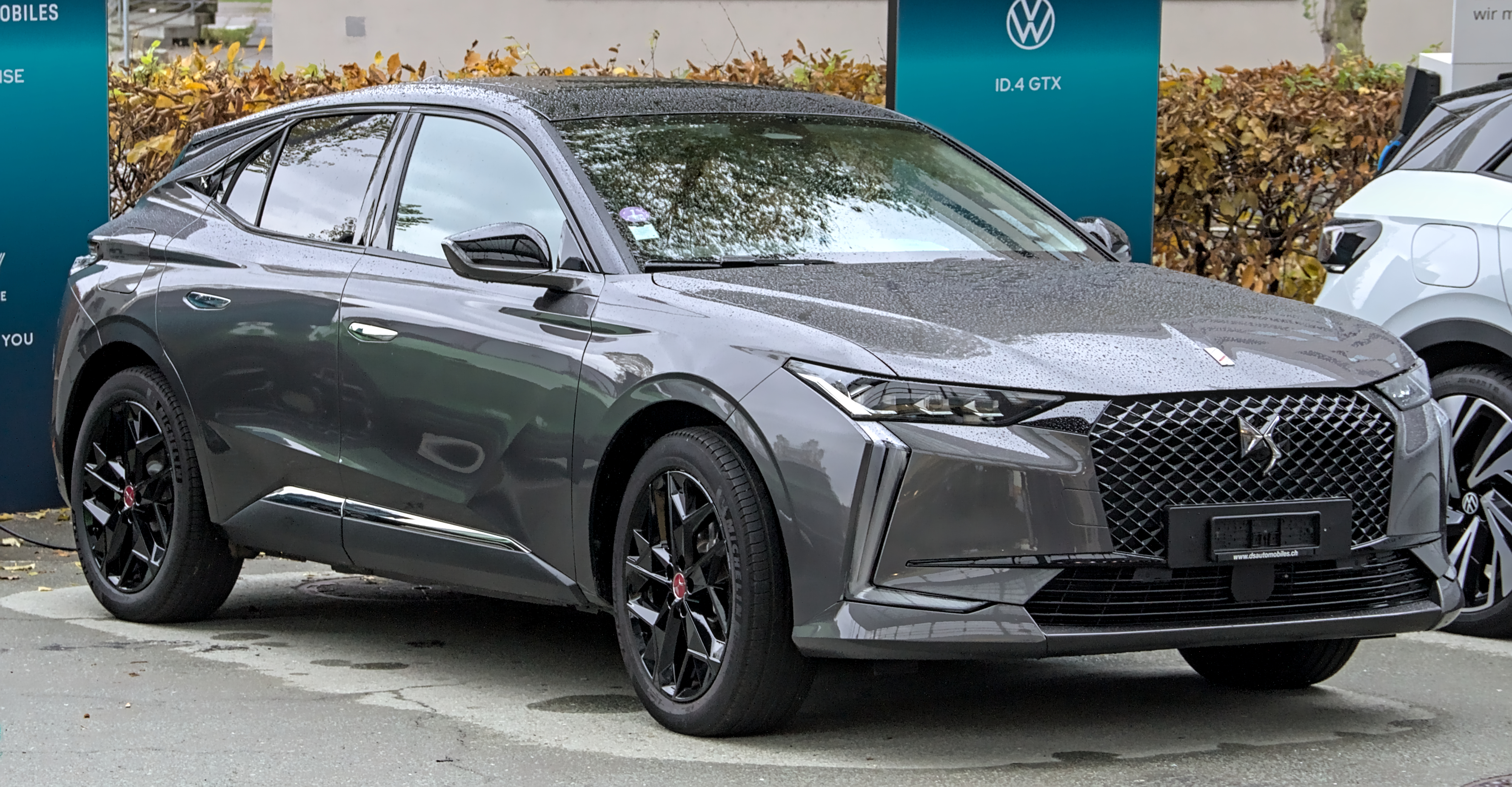
DS 4 (2021)

Anfang Februar 2021 präsentierte DS Automobiles das Kompaktklassemodell DS 4. Bestellstart war im Juni 2021, Marktstart war Ende 2021. Der DS 4 wird mit Otto- und Dieselmotoren sowie als Plug-in-Hybrid angeboten. Gebaut wird der Wagen im Opel-Werk in Rüsselsheim am Main. Seit 2025 wird der Wagen als DS N°4 vermarktet.

### DS N°8
Das elektrisch angetriebene SUV-Coupé N°8 wurde im Dezember 2024 vorgestellt. Es kam 2025 in den Handel. Das Fahrzeug basiert auf der Plattform STLA Medium.

## Frühere und eingestellte Modelle

### Citroën DS (2010–2014)
Zwischen 2010 und 2014 wurden folgende Modelle unter der Produktlinie „Citroën DS“ in Deutschland eingeführt:
- Citroën DS 3
- Citroën DS 4
- Citroën DS 5

### DS-Modelle der ersten Generation (2015–2018)
Zwischen 2015 und 2018 wurden mehrere Citroën-Modelle als DS-Modelle (nun ohne Citroën-Doppelwinkel und ausschließlich mit DS-Logo) unter der neu gegründeten Marke eingeführt.
- DS 3
- DS 4
- DS 4S
- DS 4 Crossback
- DS 5
- DS 5LS
- DS 6

## Konzeptfahrzeuge

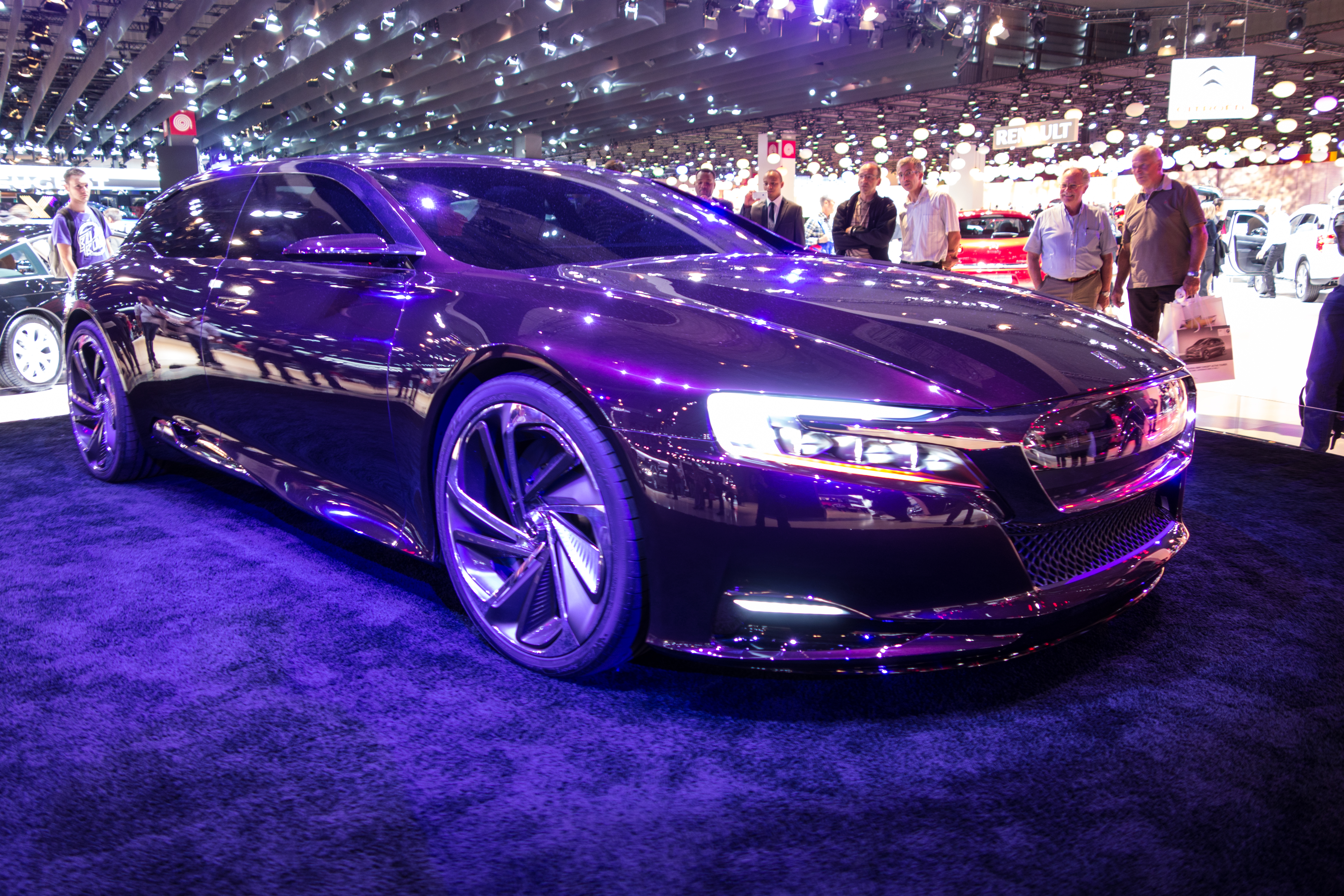
Citroën DS Numéro 9

### 2012: Citroën DS Numéro 9
Das Konzeptfahrzeug Numéro 9 ist eine Limousine mit einer Länge von 4,93 m, einer Breite von 1,94 m und einer Höhe von 1,27 m. Konzipiert als Vision für die frühere Citroën-DS-Linie, wurde sie in Paris der Fotopresse vorgestellt, bevor sie auf dem Autosalon von Peking 2012 vorgestellt wurde.
Der Wagen ist ein Plug-in-Hybrid mit Ottomotor und Elektromotor (über das Stromnetz in dreieinhalb Stunden aufladbar), während der Hybrid4 eine Kombination von Diesel- und Elektroantrieb hat und nicht am Stromnetz aufgeladen werden kann. Der Wagen hat einen Ottomotor von 1,6 Liter mit einer Leistung von 165 kW, der die Vorderräder antreibt. Dieser Motor ist mit einem Elektromotor mit 51 kW für die Hinterräder kombiniert, der eine Reichweite von 50 km im Elektrobetrieb ermöglicht.

### 2013: DS Wild Rubis

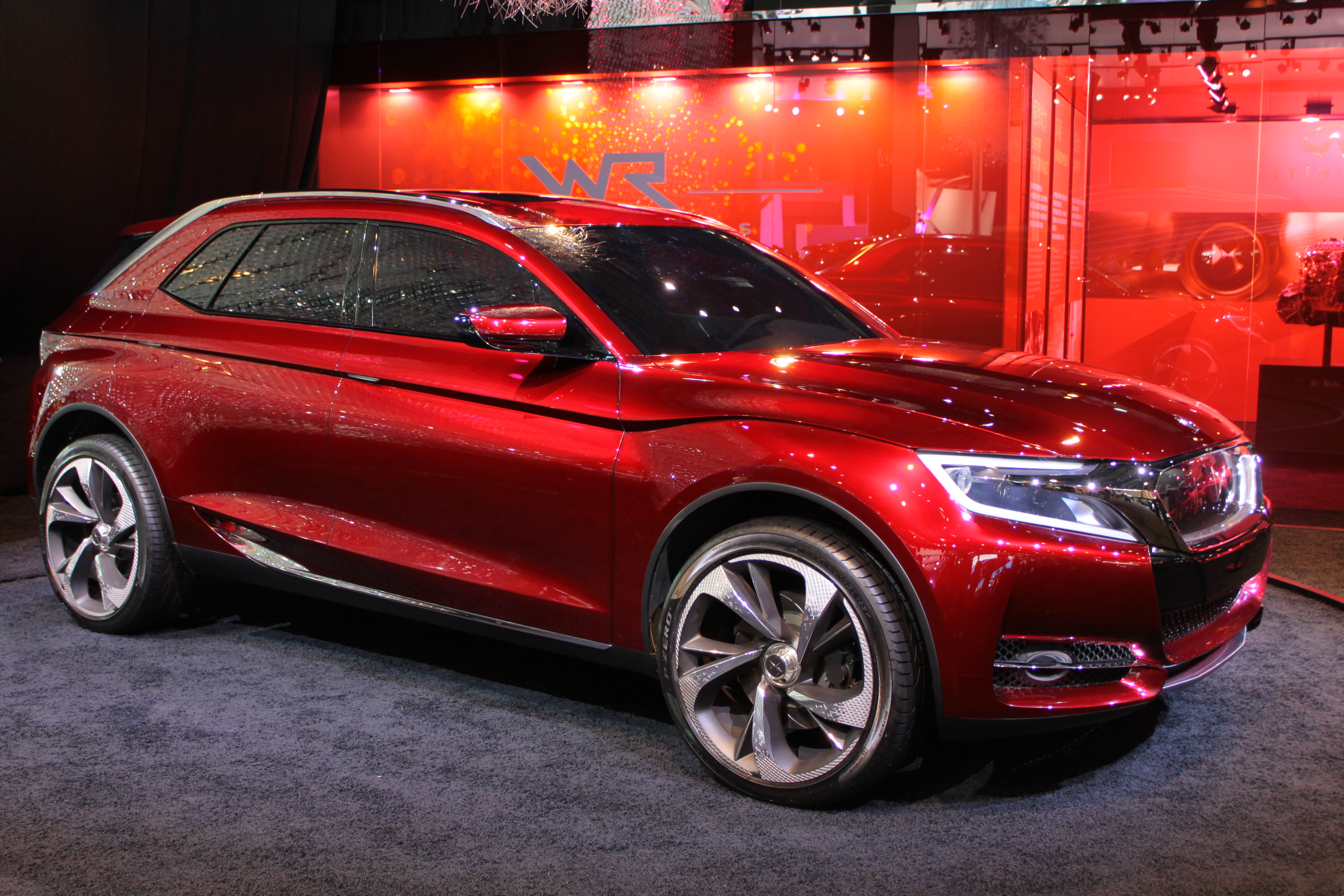
DS Wild Rubis

Der DS Wild Rubis wurde am 11. April 2013 online und am 20. April 2013 auch auf dem Automobilsalon von Shanghai vorgestellt. Er nimmt die Designsprache wieder auf, die bereits mit dem Citroën Numéro 9 vorgestellt wurde.
Das Konzeptfahrzeug hat eine Länge von 4,70 m, eine Breite von 1,95 m und eine Höhe von 1,59 m. Es hat eine rubinrote Karosserie. Das Fahrzeug ist ein Vollhybrid, hat also an einer Ladesäule aufladbare Lithium-Ionen-Batterien. Es ist eine Weiterentwicklung des dieselelektrischen Hybrid4, dessen sekundärzellen über die Steckdose aufgeladen werden können.

### 2014: Concept Divine DS
Das Konzeptfahrzeug Divine DS, das auf dem Autosalon Paris 2014 vorgestellt wurde, ist eine Limousine mit vier Türen, die sich in entgegengesetzter Richtung öffnen. Das Fahrzeug hat eine Länge von 4,21 m und wird von einem 1,6-l-THP-Turbo-Ottomotor mit 199 kW Leistung angetrieben.

### 2016: DS E-Tense

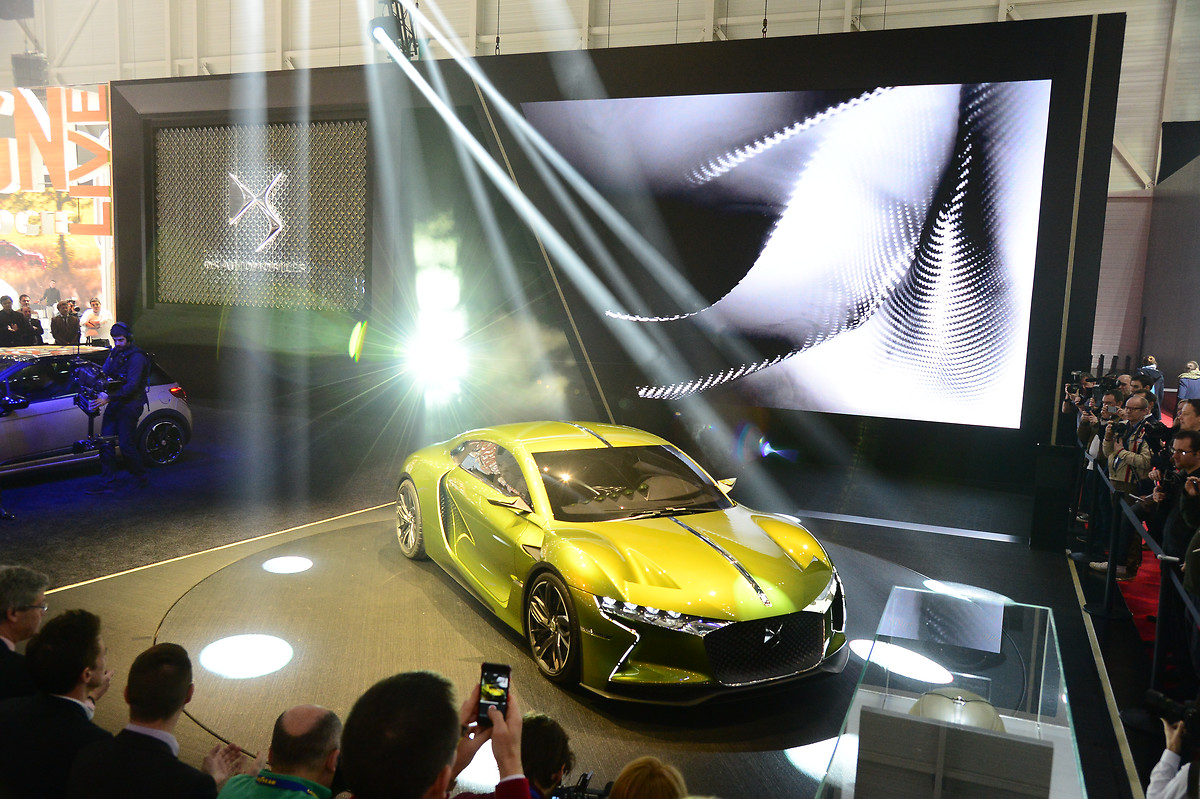
DS E-Tense

Wenige Tage nach der Überarbeitung aller europäischen Modelle präsentierte DS Automobiles 2016 das Konzeptfahrzeug DS E-Tense. Die Spitzenleistung (nicht Dauerleistung) beträgt 295 kW.

### 2018: DS X E-Tense
Der DS X E-TENSE ist 4,75 m lang und 2,10 m breit. Er ist ein Dreisitzer mit asymmetrischer Form. Der Antrieb hat eine Spitzenleistung (nicht Dauerleistung) von 200 kW.

### 2020: DS Aero Sport Lounge

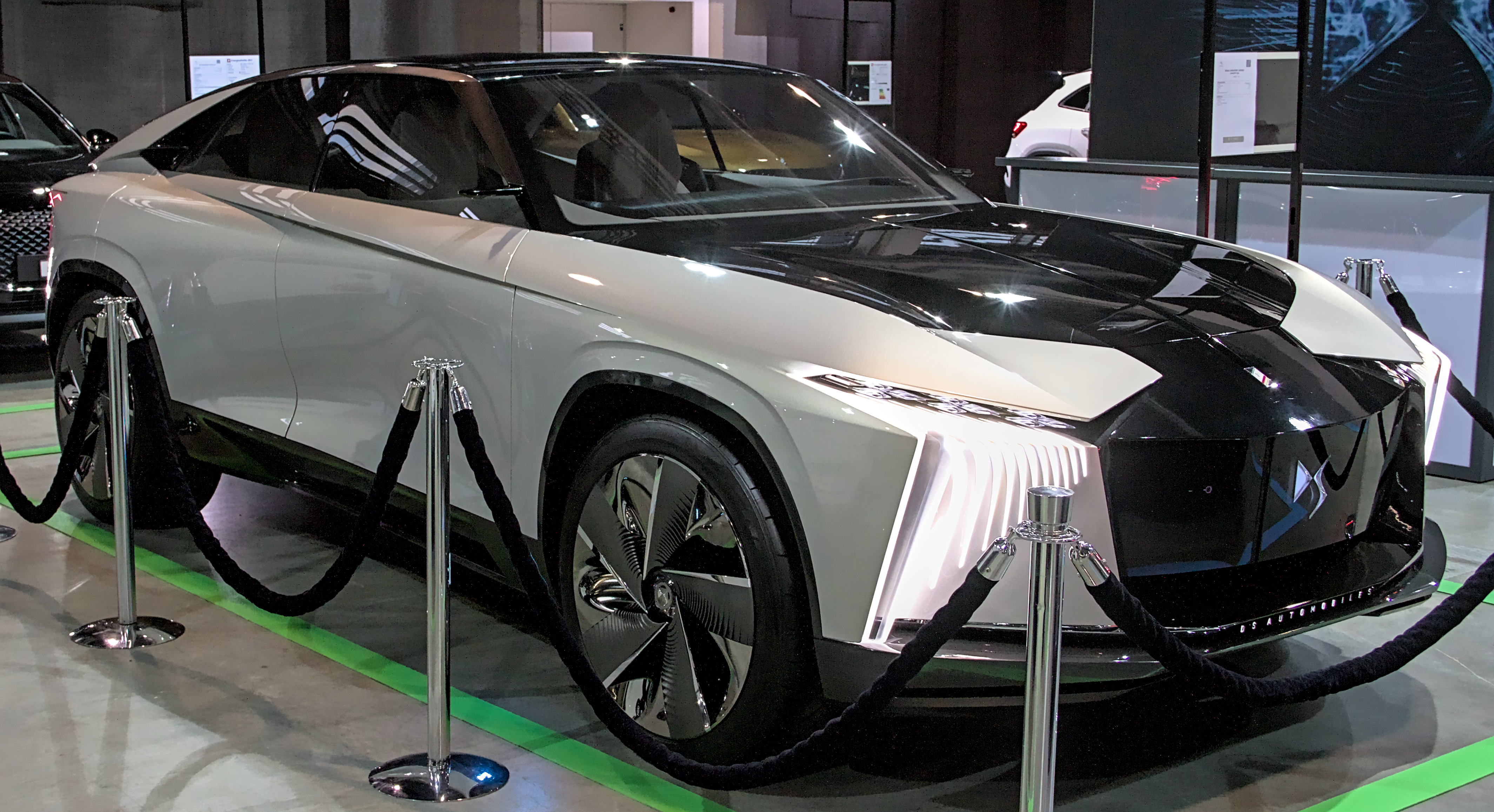
DS Aero Sport Lounge

Das Konzeptfahrzeug DS Aero Sport Lounge wurde Anfang 2020 vorgestellt. Es handelt sich dabei um eine Kombination aus SUV, Kombi und Limousine. Das Konzeptfahrzeug wurde mit einem Elektromotor mit 500 kW (680 PS) ausgestattet und soll 650 Kilometer Reichweite ermöglichen.

### 2022: DS E-Tense Performance
Im Februar 2022 wurde der Prototyp E-Tense Performance mit 600 kW (816 PS) vorgestellt. Das Coupé hat Allradantrieb und soll ausschließlich elektromechanisch verzögern.

### 2024: DS SM Tribute

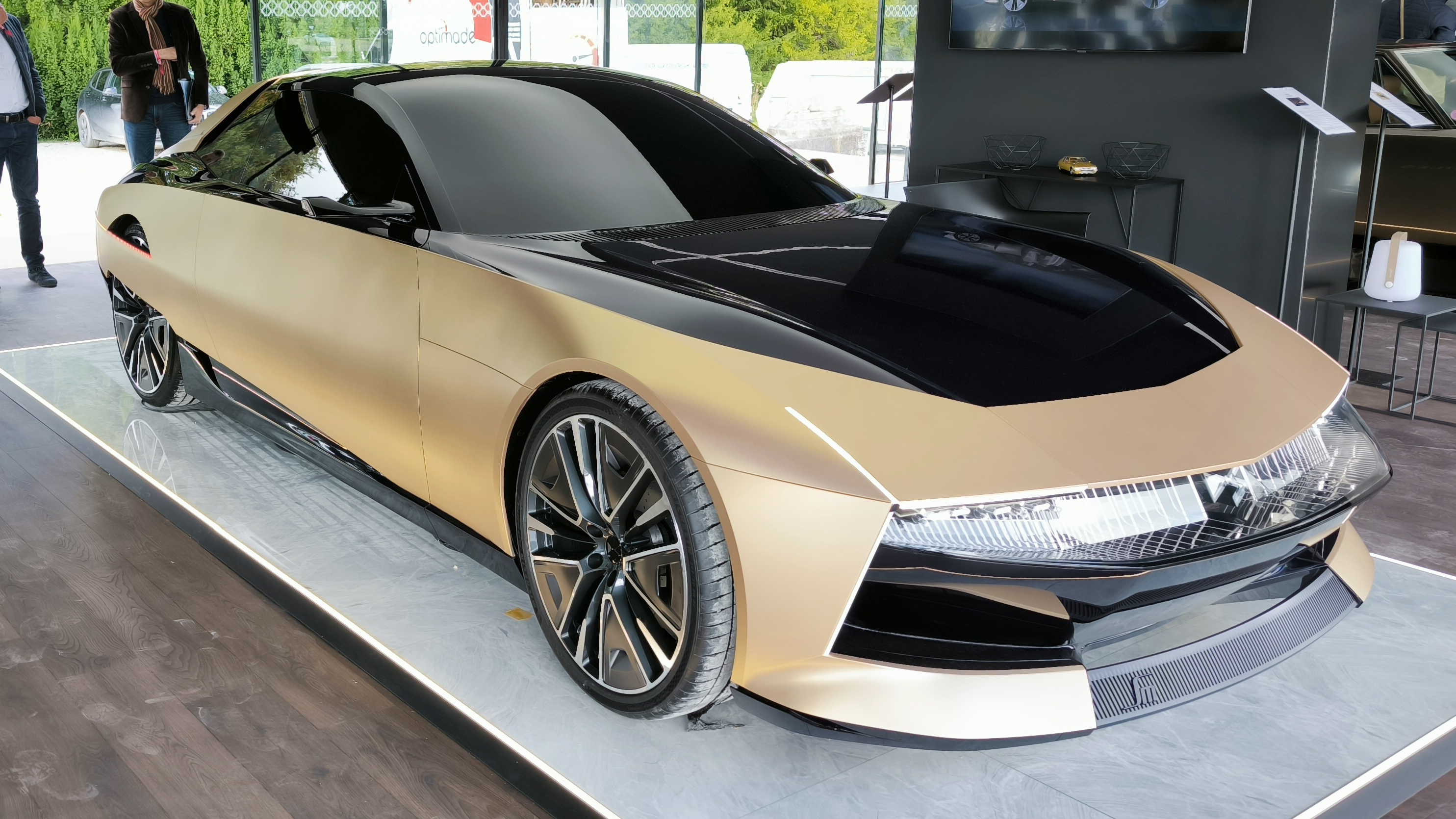
DS SM Tribute

Im September 2024 präsentierte DS das Konzeptfahrzeug DS SM Tribute, das eine Reminiszenz an den Citroën SM aus den 1970er-Jahren sein soll.

## Motorsport
FIA-Formel-E-Meisterschaft 

DS Performance Formula E 2018 in New York

DS Automobiles nimmt seit 2015 mit der eigenen Motorsportabteilung DS Performance in der FIA-Formel-E-Meisterschaft teil. Im Juli 2018 beendete DS Automobiles nach drei Saisons die Zusammenarbeit mit dem Rennstall Virgin Racing, mit denen man gemeinsam als DS Virgin Racing Formula E Team antrat. Seit der Saison 2018/19 tritt DS Automobiles als Konstrukteur in der Motorsportserie und mit dem Rennstall Techeetah an. Zum Einsatz kam erstmals der neuentwickelte DS E-Tense FE 19, der von den Piloten André Lotterer und Jean-Éric Vergne gefahren wurde. Zu Beginn der Saison 2018/19 ersetzte António Félix da Costa Lotterer, der seinerseits zu Porsche wechselte.
Erfolge:
- Gewinn des Fahrertitels in der FIA-Formel-E-Meisterschaft 2018/19 durch Jean-Éric Vergne
- Sieg in der Teamwertung bzw. Konstrukteurswertung in der FIA-Formel-E-Meisterschaft 2018/19
- Gewinn des Fahrertitels in der FIA-Formel-E-Meisterschaft 2019/20 durch António Félix da Costa
- Sieg in der Teamwertung bzw. Konstrukteurswertung in der FIA-Formel-E-Meisterschaft 2019/20

## Clubs und Interessenvereinigungen
Fanclub
Die Clubs zur neu gegründeten Marke DS werden in Deutschland von der Amicale Citroën vertreten. Derzeit ist die DS3 Community als einziger DS Club in Deutschland in der Amicale akkreditiert.
Kundenclub
DS Automobiles gründete 2019 den DS Club Privilège als Teil des Kundenprogramms „Only You“. Der Club ist kostenlos für alle DS-Privatkunden.

## Auszeichnungen
Verschiedene Fahrzeugmodelle von DS Automobiles bzw. der DS-Varianten von Citroën wurden mit Preisen ausgezeichnet:
- „Voiture Gay Européenne de l’Année 2012“ für den Citroën DS 4,[29] verliehen durch die Website Ledorga (www.ledorga.fr)
- „Grand prix du design 2012“ für die Linie DS, vergeben beim „27. Festival Automobile International“ in Paris[30]
- „Best Revealing Car 2013“ (beste Neuvorstellung) für den DS Wild Rubis in China, verliehen durch die chinesischsprachige Automobilzeitschrift „BitAuto“[31]
- „Best Supermini 2013“ für den Citroën DS 3[32] in England, verliehen durch das Magazin „What Car?“
- „Plus X Award 2020“ für den DS 9 in den Kategorien „High Quality“, „Design“, „Bedienkomfort“ und „Funktionalität“[33]

Die Modelle DS 3, DS 4 und DS 5 der damaligen Linie DS wurden 2013 mit dem Label „Origine France Garantie“ (garantiert französischer Herkunft) ausgezeichnet. Das Label kennzeichnet Produkte, deren Endmontage in Frankreich erfolgt und bei denen der Wertanteil der in Frankreich produzierten Komponenten 50 % übersteigt. Bei den drei ausgezeichneten Fahrzeugen beläuft sich dieser Wertanteil auf durchschnittlich 68 %.
Zudem wurde die DS World in Shanghai 2013 vom französischen Magazin Autojournal als beste Händlerniederlassung im Automobilbereich ausgezeichnet.